# La notte della Repubblica
(Sergio Zavoli nell'introduzione alla prima puntata.)
La notte della Repubblica è una trasmissione televisiva ideata e condotta da Sergio Zavoli su Rai Due tra il 1989 e il 1990.
Si trattava di un programma di approfondimento giornalistico sugli anni di piombo trasmesso in 18 puntate di circa due ore e mezzo ciascuna, per una durata di circa 45 ore complessive.
La prima puntata andò in onda il 2 dicembre 1989, nel giorno del ventesimo anniversario della strage di piazza Fontana e l'ultima l'11 aprile 1990.
Ogni puntata conteneva un filmato in bianco e nero descrittivo con musiche minimaliste di Gianni Marchetti e un montaggio di riprese e interviste d'epoca, le interviste in studio ai protagonisti (complessivamente 150 persone) e la discussione finale.
Buona parte del materiale trasmesso fu trascritto nell'omonimo libro di Sergio Zavoli, pubblicato nel 1992. Nel corso degli anni è andata in onda in replica su Rai 3 (nel 1996) e RaiSat Premium. Dal 12 novembre 2014 al 25 marzo 2015, Rai Storia ha riproposto le 18 puntate con una introduzione dello storico Giovanni De Luna che analizza il tema della puntata. L'intera rassegna giornalistica è disponibile sul sito RaiPlay.

## Puntate
| Numero | Messa in onda    | Argomento                                                    | Persone intervistate | Ospiti |
| ------ | ---------------- | ------------------------------------------------------------ | --- | --- |
| 1      | 12 dicembre 1989 | Strage di piazza Fontana                                     | Corrado Stajano (giornalista), Pietro Valpreda (attivista anarchico)                                                          | Salvo Andò (deputato del PSI nel 1989), Aldo Aniasi (sindaco di Milano dal 1967 al 1976), Guido Calvi (avvocato), Mario Capanna (militante del Movimento Studentesco nel 1969), Pietro Calogero (giudice istruttore di Treviso nel 1969), Giuseppe Gargani (deputato della DC nel 1989), Libero Gualtieri (senatore del PRI nel 1989), Franco Servello (deputato del MSI nel 1989), Luciano Violante (deputato del PCI nel 1989) |
| 2      | 18 dicembre 1989 | Gli anni sessanta in Italia                                  | Stefano Delle Chiaie (fondatore di Avanguardia Nazionale)                                                                     | Tina Anselmi (politico), Umberto Cappuzzo (generale e politico), Federico Umberto D'Amato (ex funzionario), Luciano Lama (sindacalista e politico), Giacomo Mancini (politico), Pino Rauti (fondatore di Ordine Nuovo), Massimo Teodori (storico, politico e scrittore) |
| 3      | 27 dicembre 1989 | Sessantotto e autunno caldo                                  | Mario Capanna (leader del MS), Giampiero Mughini (giornalista)                                                                | Giorgio Benvenuto (sindacalista e politico), Marco Boato (militante di Lotta Continua dal 1969 al 1973), Margherita Boniver (deputata del PSI nel 1989), Guido Carli (dirigente d'azienda, economista e politico), Bartolo Ciccardini (deputato della DC nel 1989), Carlo Donat-Cattin (Ministro del Lavoro nel 1969), Giuseppe Glisenti (presidente di Finmeccanica nel 1989), Claudio Petruccioli (giornalista e politico), Giorgio Pisanò (senatore del MSI nel 1989) |
| 4      | 3 gennaio 1990   | Nascita delle Brigate Rosse                                  | Alfredo Bonavita (membro delle BR)                                                                                            | Sabino Acquaviva (sociologo), Piero Bassetti (politico), Gian Carlo Caselli (magistrato di Torino), Lucio Colletti (filosofo), Giorgio Galli (politologo), Sergio Garavini (politico), Ugo Intini (giornalista e politico), Giuseppe Leoni (manager della Sit-Siemens nel 1970), Libero Mazza (prefetto di Milano dal 1966 al 1974), Aldo Natoli (politico), Mariotto Segni (politico), Ersilio Tonini (arcivescovo di Ravenna-Cervia nel 1990), Guido Viola (sostituto procuratore di Milano negli anni settanta) |
| 5      | 10 gennaio 1990  | Propaganda armata                                            | Alcuni membri delle Brigate Rosse                                                                                             | |
| 6      | 17 gennaio 1990  | Golpe Borghese ed eversione neofascista                      | Antonio Labruna (ex agente segreto), Amos Spiazzi (generale italiano)                                                         | Salvo Andò (deputato del PSI nel 1990), Michele Coiro (giudice di Roma), Massimo De Carolis (militante della DC negli anni settanta), Franco Ferraresi (sociologo), Alfredo Pazzaglia (deputato del MSI nel 1990), Mariano Rumor (Presidente del Consiglio dal 1968 al 1970), Luciano Violante (magistrato di Torino negli anni settanta), Claudio Vitalone (magistrato di Roma negli anni settanta) |
| 7      | 24 gennaio 1990  | Attacco alla magistratura                                    | Alberto Franceschini (membro delle BR), Mario Sossi (giudice rapito dalle BR)                                                 | Paolo Barile (giurista e avvocato), Adolfo Beria di Argentine (giurista), Alfredo Biondi (politico e avvocato), Gian Carlo Caselli (magistrato di Torino), Fulvio Cerofolini (politico e sindicalista), Fernanda Contri (avvocato), Giovanni Leone (Presidente della Repubblica dal 1971 al 1978), Francesco Meloni (magistrato di Genova), Claudio Vitalone (magistrato di Roma negli anni settanta) |
| 8      | 31 gennaio 1990  | Strage di piazza della Loggia e strage dell'Italicus         | Vincenzo Vinciguerra (terrorista neofascista)                                                                                 | Pier Ferdinando Casini (deputato della DC nel 1990), Franco Castrezzati (sindacalista), Ottaviano Del Turco (sindacalista), Franco Ferraresi (sociologo), Libero Gualtieri (senatore del PRI nel 1990), Umberto Improta (funzionario di polizia), Ignazio La Russa (militante del MSI nel 1990), Rosario Minna (giudice istruttore a Milano negli anni settanta), Pierluigi Onorato (politico), Aldo Tortorella (deputato del PCI nel 1990), Ambrogio Viviani (ex capo del controspionaggio) |
| 9      | 7 febbraio 1990  | 1974–1977: le BR e i NAP                                     | Enrico Fenzi (membro delle BR)                                                                                                | Nicolò Amato (magistrato), Luigi Covatta (politico), Mario Gozzini (politico), Sergio Lenci (architetto), Stefano Rodotà (giurista e politico), Giulio Salierno (sociologo e scrittore), Oscar Luigi Scalfaro (politico), Egidio Sterpa (deputato del PLI nel 1990), Raffaele Valensise (politico e avvocato) |
| 10     | 14 febbraio 1990 | Movimento del '77                                            | Toni Negri (politico, filosofo e sociologo)                                                                                   | Sabino Acquaviva (sociologo), Roberto Formigoni (fondatore del Movimento Popolare), Tommaso Mancini (avvocato), Aldo Natoli (politico), Luciano Lama (politico e sindicalista), Nicolò Lipari (politico), Franco Piro (politico), Alberto Ronchey (giornalista), Nicola Tranfaglia (storico), Angelo Ventura (storico), Emilio Vesce (politico) |
| 11     | 21 febbraio 1990 | Caso Moro – Prima parte                                      | Franco Bonisoli (membro delle BR)                                                                                             | Prima parte del dibattito: Guido Bodrato (deputato della DC nel 1978), Mario Capanna (militante di Democrazia Proletaria in 1978), Ugo Intini (giornalista e politico), Oscar Mammì (deputato del PRI nel 1978), Ugo Pecchioli (senatore del PCI nel 1978), Dante Schietroma (senatore del PSDI nel 1978), Valerio Zanone (deputato del PLI nel 1978) Seconda parte del dibattito: Giovanni De Matteo (procuratore capo di Roma nel 1978), Umberto Improta (funzionario di polizia), Luciano Infelisi (sostituto procuratore di Roma nel 1978), Roberto Martinelli (giornalista), Antonio Padellaro (giornalista), Severino Santiapichi (giudice del processo Moro), Ivo Sassi (Generale dei Carabinieri) |
| 12     | 28 febbraio 1990 | Caso Moro – Seconda parte                                    | Mario Moretti (membro delle BR)                                                                                               | Gennaro Acquaviva (politico), Tina Anselmi (deputata della DC nel 1978), Manfredi Bosco (deputato della DC nel 1978), Gerardo Chiaromonte (senatore del PCI nel 1978), Giovanni Ferrara (militante del PRI nel 1978), Franco Franchi (deputato del MSI nel 1978), Giovanni Galloni (deputato della DC nel 1978), Ferdinando Imposimato (giudice istruttore di Roma nel 1978), Claudio Signorile (deputato del PSI nel 1978), Gianfranco Spadaccia (giornalista e politico) |
| 13     | 7 marzo 1990     | Caso Moro – Terza parte                                      | Mario Ferrandi (membro di Prima Linea), alcuni membri delle BR, intervista a Benigno Zaccagnini                               | Piero Alberto Capotosti (giurista), Lucio Colletti (filosofo), Adolfo Gatti (avvocato), Bianca Guidetti Serra (avvocato), Antonio Marini (magistrato), Gianfranco Miglio (giurista e politologo), Franco Russo (militante di DP nel 1978), Severino Santiapichi (giudice del processo Moro), Oscar Luigi Scalfaro (deputato della DC nel 1978), Pietro Scoppola (storico e politico), Lucio Villari (storico) |
| 14     | 14 marzo 1990    | Prima Linea                                                  | Alcuni membri di Prima Linea                                                                                                  | |
| 15     | 21 marzo 1990    | 1979–1981: il primo pentito brigatista e il sequestro D'Urso | Roberto Rosso (ideologo di PL), alcuni membri delle BR, Gianni Letta (giornalista), Giuliano Zincone (giornalista)            | Gaspare Barbiellini Amidei (giornalista), Mario Cervi (giornalista), Vittorio Emiliani (giornalista), Miriam Mafai (giornalista), Valentino Parlato (giornalista), Emilio Rossi (giornalista), Marco Taradash (giornalista e politico), Livio Zanetti (giornalista), Guglielmo Zucconi (giornalista) |
| 16     | 28 marzo 1990    | Strage di Bologna e strage del Rapido 904                    | Valerio Fioravanti e Francesca Mambro (membri dei NAR)                                                                        | Tina Anselmi (deputata della DC nel 1990), Odoardo Ascari (avvocato), Guido Calvi (avvocato), Pier Ferdinando Casini (deputato della DC nel 1990), Adriano Cerquetti (avvocato), Fabio Dean (avvocato), Franco Ferraresi (sociologo), Giulio Maceratini (deputato del MSI nel 1990), Franco Piro (deputato del PSI nel 1990), Renato Zangheri (sindaco di Bologna dal 1970 al 1983), Roberto Villetti (giornalista e politico), Ambrogio Viviani (ex capo del controspionaggio), Torquato Secci (presidente dell'Associazione tra i familiari delle vittime della strage di Bologna del 2 agosto 1980 dal 1981 al 1996)                                                                                   |
| 17     | 4 aprile 1990    | Declino e sconfitta del terrorismo                           | Patrizio Peci (primo pentito delle BR), altri membri delle BR                                                                 | Sabino Acquaviva (sociologo), Adriano Bausola (filosofo e accademico), Antonio Glauco Casanova (saggista, giornalista e politico), Gabriele De Rosa (storico e politico), Franco Ferrarotti (sociologo), Piero Ottone (giornalista), Giuseppe Tamburrano (storico e giornalista), Giuseppe Tricoli (storico e politico), Antonello Trombadori (giornalista, critico d'arte e politico), Saverio Tutino (giornalista) Antonio Glauco Casanova (Storico e politico) |
| 18     | 11 aprile 1990   | Epilogo: il dopo-terrorismo                                  | Giulio Andreotti (Presidente del Consiglio nel 1990), alcuni terroristi, Carlo Maria Martini (arcivescovo di Milano nel 1990) | Giuliano Amato (deputato del PSI nel 1990), Nicolò Amato (magistrato), Ernesto Balducci (presbitero, editore, scrittore e intellettuale), Alfredo Biondi (deputato del PLI nel 1990), Marco Boato (senatore dei Verdi Arcobaleno nel 1990), Giovanni Ferrara (senatore del PRI nel 1990), Pino Rauti (segretario del MSI nel 1990), Rossana Rossanda (giornalista), Gianfranco Spadaccia (senatore del PR nel 1990), Aldo Tortorella (deputato del PCI nel 1990), Claudio Vitalone (senatore della DC nel 1990) |

## Controversie
Alessandro De Lorenzo, figlio del generale Giovanni De Lorenzo, ritenuto l'ideatore del Piano Solo, querelò la Rai per diffamazione in merito alla puntata de La notte della Repubblica che trattava, tra le altre cose, la figura del padre.